# Silvio Hoffman Mazzi
Sylvio Hoffman Mazzi (né le 15 mai 1908 au Brésil et mort le 15 novembre 1991) est un joueur de football brésilien.

## Biographie
Au niveau de sa carrière de club, il évolue dans plus de 7 équipes brésiliennes différentes et une équipe uruguayenne entre 1925 et 1935.
Au niveau international, il joue de 1930 à 1937 avec l'équipe du Brésil, notamment pendant la coupe du monde 1934 en Italie.

## Palmarès

### Club
- Championnat Carioca (1) :

Botafogo : 1935